# Comité de données pour la science et la technologie
«  CODATA » redirige ici. Ne pas confondre avec Caudata.
Le Comité de données pour la science et la technologie (ou CODATA), créé en 1966, est un comité interdisciplinaire du Conseil international pour la science (ICSU). Son objectif est d'améliorer la collection, l'évaluation critique, et l'accès aux données scientifiques et technologiques majeures.
CODATA préconise une liste de valeurs des constantes physiques fondamentales. Il y a déjà eu huit publications, en 1973, 1986, 1998, 2002, 2006, 2010, 2014 et 2018 (laquelle repose sur les nouvelles définitions du Système international d'unités). L'édition 2022 est publiée.